# Ван Дорн, Эрл
Эрл Ван Дорн (англ. Earl Van Dorn; 17 сентября 1820 — 7 мая 1863) — полковник армии США, во время Гражданской войны в США был генерал-майором армии Конфедерации.

## Биография
Ван Дорн родился в Порт-Гибсоне, штат Миссисипи, в 1842 году окончил Военную академию Сухопутных войск (Вест-Пойнт), став по показателям лишь 52-м из 56 выпускников класса 1842 года. Участвовал в Американо-мексиканской войне и в военных действиях против семинолов и команчей. Гражданскую войну начал на стороне Конфедерации в звании полковника, но уже в сентябре 1861 года получил звание генерал-майора.
В этом звании он командовал силами Юга в битве у Пи-Ридж (штат Арканзас). Поражение Конфедератов в этой битве позволило Союзу получить контроль над всем штатом Миссури. Неумелые действия Ван Дорна во второй битве за Коринф, штат Миссисипи, в октябре 1862 года привели к ещё одной победе Севера. Примечательно, что в этом сражении войсками Союза командовал сокурсник Ван Дорна в Вест-Пойнте, Уильям Старк Роузкранс.
Более эффективно Ван Дорн проявил себя как командир кавалерии. В декабре 1862 года ему удалось уничтожить запасы армии Союза в Холли-Спрингс, штат Миссисипи, и тем самым серьёзно осложнить Улиссу Гранту первую Виксбергскую кампанию. Также успешными были действия Ван Дорна в сражении у Томпсон-Стэйшен, штат Теннесси, в марте 1863 года.
Эрл Ван Дорн был застрелен 7 мая 1863 года в Спринг-Хилле, штат Теннесси, доктором Джорджем Питерсом, который утверждал, что генерал-майор был любовником его жены. Питерс был арестован на месте преступления, однако в условиях военного времени разбирательство всё время откладывали вплоть до завершения Гражданской войны. Ван Дорн был похоронен в родном Порт-Гибсоне, Миссисипи.